# Acicula benoiti
Acicula benoiti е вид охлюв от семейство Aciculidae. Видът е уязвим и сериозно застрашен от изчезване.

## Разпространение
Разпространен е в Италия (Сицилия).